# Sarocrania ischnophylla
Sarocrania ischnophylla är en fjärilsart som beskrevs av Turner 1923. Sarocrania ischnophylla ingår i släktet Sarocrania och familjen äkta malar. Inga underarter finns listade.